# Jörn Hilfrich
Jörn Hilfrich (geboren 1941 in Nordhausen am Harz in Thüringen) ist ein deutscher Pathologe und Krebsforscher. Während seiner aktiven Zeit als Mediziner zählte er „zu den zehn besten Gynäkologen Deutschlands.“

## Leben
Jörn Hilfrich verbrachte seine Kindheit in der Nachkriegszeit zur Zeit der DDR in seiner Geburtsstadt Nordhausen, in der er sein Abitur ablegte. Nach dem Bau der Berlin Mauer 1961 floh er in die Bundesrepublik Deutschland. Dort studierte er Medizin in Berlin, München und an der Universität Göttingen wo er 1967 seine Dissertation ablegte zum Thema Bestimmung des Gehaltes an lactotropem Hormon im Serum von Frauen unter der Geburt und post partum unter Verwendung des Taubenkropftestes nach Grosvenor und Turner.
Nach seinem Studium ging Hilfrich wissenschaftlichen Tätigkeiten an der Medizinischen Hochschule Hannover  (MHH) nach in den Fächern Pathologie und Onkologie sowie Frauenheilkunde und Geburtshilfe. Parallel dazu schloss er seine Ausbildung zum Facharzt ab und habilitierte an der MHH in den Fächern Pathologie und Gynäkologie. In diesem Zusammenhang arbeitete er mehrere Jahre in Frankreich und den USA, wo er in Lyon und New York City in der Krebsforschung tätig war. Zusätzlich legte er an der Columbia University in the City of New York seinen Master of Public Health (MPH) ab.
1980 begann Hilfrich seine seitdem kontinuierlichen Tätigkeiten in der niedersächsischen Landeshauptstadt, wo er zunächst als Oberarzt und Professor an der Frauenklinik der MHH tätig wurde. Ebenfalls in Hannover begründete er seine Familie, die dort um zwei Töchter anwuchs.
Nach seinem Wechsel zum Chefarzt der Frauenklinik der Henriettenstiftung setzte er 2009 seine Tätigkeiten in der Eilenriede-Klinik fort sowie als Konsiliarius am International Neuroscience Institute (INI).
Hilfrich ist Mitglied zahlreicher nationaler und internationaler Gesellschaften und Kommissionen und engagiert sich seit vielen Jahren beispielsweise in der Niedersächsischen Krebsgesellschaft und der Niedersächsischen Krebsstiftung oder in der Stiftung Eine Chance für Kinder und anderen Organisationen.
Als neu gewählter Erster Vorsitzender im Verein Memoriam hatte er unter anderem um 1995 „die traurige Pflicht“, das Mahnmal für die ermordeten Juden Hannovers um weitere 25 Namen zu ergänzen.

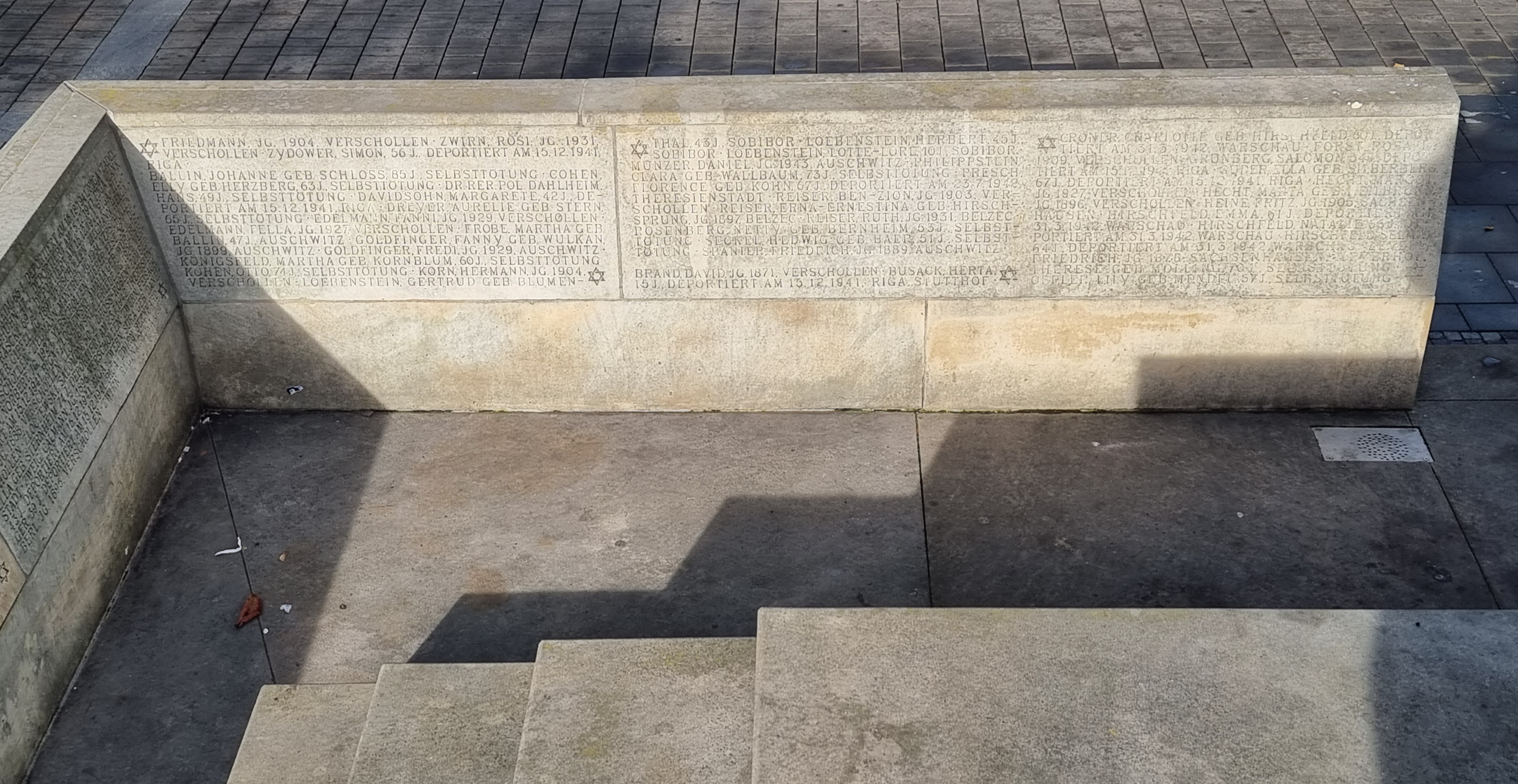
25 weitere Namen am Mahnmal für die ermordeten Juden Hannovers

Am 27. November 2013 wurde Hilfrich für seine ehrenamtlichen Tätigkeiten insbesondere für die Niedersächsische Krebsgesellschaft im Neuen Rathaus durch Oberbürgermeister Stefan Schostok im Namen des Bundespräsidenten mit dem Verdienstkreuz am Bande der Bundesrepublik Deutschland ausgezeichnet.
Ende 2014 wurde Jörn Hilfrich in den Vorstand der evangelisch-lutherischen Kirchengemeinde der Marktkirche St. Georgii et St. Jacobi gewählt.

## Schriften (Auswahl)
- Bestimmung des Gehaltes an lactotropem Hormon im Serum von Frauen unter der Geburt und post partum unter Verwendung des Taubenkropftestes nach Grosvenor und Turner, Dissertation (Auszug) 1967 an der Universität Göttingen, 1967